# Défense des intérêts économiques
La Défense des intérêts économiques (DIE) est un ancien parti politique du Dahomey (aujourd'hui Bénin) fondé en 1956 et dirigé par Paul Darboux.  

## Historique
La DIE est créée à Djougou en 1956 par Paul Darboux, avec l'ambition de contrecarrer Hubert Maga et son Mouvement démocratique dahoméen (MDD) qui règnent au Nord. Paul Darboux présente sa liste aux élections législatives françaises de 1956 mais ne parvient qu'à récolter 1,66% des voix et échoue ainsi à obtenir un des deux sièges réservés aux députés du Dahomey à l'Assemblée nationale.  
Lors des élections territoriales de 1957, Darboux, avec son parti entre-temps rebaptisé les « Indépendants du Nord », remporte la circonscription de Djougou et gagne son siège à l'Assemblée.
En août 1957, le parti fusionne avec le MDD pour former le Rassemblement démocratique dahoméen (RDD). Mais Paul Darboux fait le choix de quitter le RDD en avril 1958 et rétablit son ancien parti sous le nom d'« Union des indépendants du Dahomey » (UNIDAHO). Darboux apporte alors son soutien à Sourou Migan Apithy, ce qui l’amène à intégrer le gouvernement de ce dernier en 1958 en tant que ministre du Travail.